# Eumorpha linnei
Eumorpha linnei är en fjärilsart som beskrevs av Augustus Radcliffe Grote och Robinson 1865. Eumorpha linnei ingår i släktet Eumorpha och familjen svärmare. Inga underarter finns listade i Catalogue of Life.